# NGC 4745
NGC 4745 é uma galáxia lenticular (SB0) localizada na direcção da constelação de Coma Berenices. Possui uma declinação de +27° 25' 18" e uma ascensão recta de 12 horas, 51 minutos e 26,1 segundos.
A galáxia NGC 4745 foi descoberta em 24 de Abril de 1865 por Heinrich Louis d'Arrest.